# Wkurwione bity
Wkurwione bity – trzeci album DJ-a 600V. Na płycie można usłyszeć między innymi WSZ, CNE, Płomień 81 oraz wielu innych przedstawicieli polskiego hip-hopu.
Nagrania dotarły do 15. miejsca zestawienia OLiS.

## Lista utworów
Źródło.
| CD 1 1. „Przylot” 2. PIH – „Tym razem” 3. Decybel – „Szczera prawda” 4. 3EKON – „Nic tego nie zmieni” 5. Płomień 81 – „Projekt jest w drodze” 6. „Krok 1” 7. Zajka – „Cały ten rap” 8. Numer Raz – „Nie oddawaj duszy...” 9. Fu, Koro – „Nie nonsens” 10. Fisz – „Spadam” 11. WSZ & CNE – „Mikrofonowi ludzie” 12. Wojtas, Pęku – „Na to liczę” 13. Jano – „Taki styl” 14. Gracjan, Blemia (Projekt Hamas) – „Gdyby było inaczej” 15. Da Dope Clan – „Z prochu powstałeś” 16. Felipe – „Różnie bywa” 17. Dycha, Spec (D.W.A.) – „Kto dziś wymiata” 18. Kowal – „Druga strona” |  | CD 2 1. Cisza 2. Zajka, Borixon – „Biały goniec” 3. Inespe, MAD – „Niezależny rap” 4. Endefis – „Zastanów się” 5. „Krok 2” 6. Risq, Gano – „Gadają” 7. Gracjan, Blemia – „Tylko jedno mam zajęcie” 8. Franek (Stereofonia) – „Tak bywa” 9. Onar – „Naprawdę warto” 10. „Krok 3” 11. Pono – „Tabu” 12. Siaba – „Idę dalej” 13. „Krok 4” 14. Jotemi, gościnnie: TDF – „Marian i Szejsetvolt” 15. Pęku, PIH – „Ciśnieniowcy” 16. „Krok 5” 17. Łyskacz, Młody Łyskacz, Karolina – „Błędy” 18. Decybel – „Tam gdzie słowa” 19. GRZ (Peel Motyff) – „Co dalej” 20. Młodszy B. DOZ (Incydent), Tadek, Biały, Kali – „Za dużo” 21. GMC – „Fakty zdarzenia” 22. Borixon – „Mój rap, mój hajs” 23. „Odlot” |